# Laubenbuch (Rothenstein)
Der Eichen-Hainbuchenwald Laubenbuch bei Rothenstein ist ein Naturschutzgebiet im mittelfränkischen Landkreis Weißenburg-Gunzenhausen in Bayern. 
Das Gebiet befindet sich zwischen Weißenburg und Eichstätt auf der Gemarkung Raitenbuch, etwa 500 m nördlich von Rothenstein, nahe der Bundesstraße 13.
Der am Westrand des Raitenbucher Forstes auf der Jurahochfläche gelegene Wald ist Zeugnis historischer Waldbewirtschaftung in Form eines Mittelwaldes. Dabei wurden einerseits starke Eichen zur Bau- und Möbelholzgewinnung gepflanzt und andererseits Hainbuchen als Unterholz eingebracht, was die Wuchsqualität der Eichen förderte. Die Eicheln wurden im Herbst zur Schweinemast verwendet, die Hainbuchen dienten als Brennholz. Heute bieten die Kronen der Eichen vielen Tier- und Pflanzenarten einen Lebensraum. Dazu trägt auch der hohe Alt- und Totholzanteil bei. Insbesondere Vögel finden dort einen Lebensraum, der Mittelspecht hat hier einen Verbreitungsschwerpunkt.

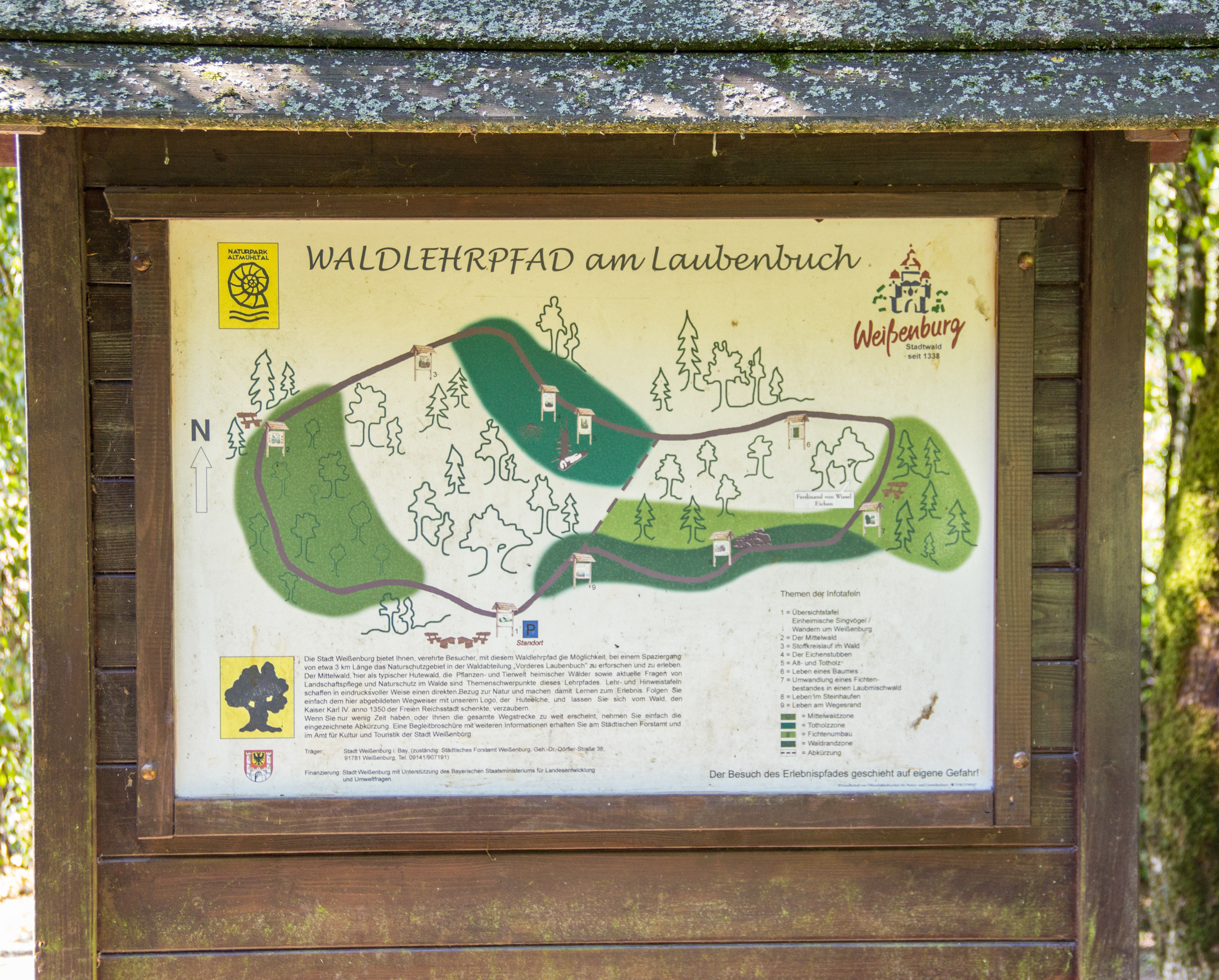
Infotafel

Um das Naturschutzgebiet führt ein Lehrpfad mit Informationstafeln.